# Cleyera integrifolia
Cleyera integrifolia är en tvåhjärtbladig växtart som först beskrevs av George Bentham, och fick sitt nu gällande namn av Jacques Denys Denis Choisy. Cleyera integrifolia ingår i släktet Cleyera, och familjen Pentaphylacaceae. Inga underarter finns listade i Catalogue of Life.